# Verge I
Verge I o Virgo I és una galàxia satèl·lit extremadament feble de la Via Làctia. Va ser descoberta a la Mesura Estratègica de Subaru. Verge I té una magnitud visual absoluta de -0,8, convertint-la en la galàxia menys lluminosa confirmada fins ara. La galàxia té un radi de 124 anys llum (mig radi de llum 38 pc), cosa que significa que és massa gran per ser un cúmul globular. Cetus II és més fosc, però és massa petit per ser classificat com a galàxia. Verge I o Virgo I és més fosc que Segue 1, l'anterior galàxia més tènue coneguda. La distància fins a Virgo I és de 87 kiloparsecs (280.000 a.l.).